# چند دستور یک داده
در رایانش ام‌آی‌اس‌دی (انگلیسی: MISD) به معنی دستور جندگانه، رشتۀ دادۀ تنها نوعی رایانش موازی در معماری رایانه می‌باشد که بسیاری از واحدهای عملیاتی، عملیات‌های متفاوتی را بر روی یک داده انجام می‌دهند. 
معماری‌های خط لوله به این نوع اختصاص دارند، هرچند ممکن است سختگیران بگویند که داده‌ها بعد از پردازش در هر مرحله از خط لوله متفاوت است.
رایانه‌های خطاپذیر که دستورالعمل‌هایی را به طور مداوم اجرا می‌کنند تا بتوانند خطا‌ها را کشف و مشخص کنند، در رفتاری به نام تکرار کار، ممکن است در جزو این نوع حساب شوند.
|            | یک دستورالعمل            | چندین دستورالعمل          | یک برنامه                 | چندین برنامه               |
| ---------- | ------------------------ | ------------------------- | ------------------------- | -------------------------- |
| یک داده    | یک دستور یک داده (SISD)  | چند دستور یک داده (MISD)  |                           |                            |
| چندین داده | یک دستور چند داده (SIMD) | چند دستور چند داده (MIMD) | یک برنامه چند داده (SPMD) | چند برنامه چند داده (MPMD) |

برای این معماری مثال‌های زیادی مانند چند دستور چند داده یا یک دستور چند داده، که تکنیک‌های معمول در رایانش موازی هستند، وجود ندارد. به طور خاص، آن‌ها پیمایش و منابع محاسباتی بهتری را نسبت به ام‌آی‌اس‌دی می‌پذیرند. هرچند، یک مثال برجسته از رایانش ام‌آی‌اس‌دی کامپیوتر‌های کنترل پرواز شاتل فضایی می‌باشند.
همچنین، یک آرایه سیستولیک مثالی از ام‌آی‌اس‌دی می‌باشند. لیندا نال و جولیا لابور، آرایه‌های سیستولیک را جزو اس‌آی‌ام‌دی حساب کرده‌اند.